# Kustár Zsuzsa
Kustár Zsuzsa (Pestszenterzsébet,  1942. október 12. – Nagykanizsa, 2014. június 23.) magyar iparművész.

## Élete
A budapesti Magyar Iparművészeti Főiskola általános textil szakán szerzett diplomát 1966-ban. Itt mesterei Gerzson Pál és Szilvitzky Margit voltak. 1967 óta élt Nagykanizsán  mint szellemi szabadfoglalkozású iparművész. Témáit a mesevilágból, a magyar néphagyományból merítette.
Sokoldalú művészeti tevékenységet folytatott, anyagai igen változatosak. Készített selyembatik faliképeket, gobelint, ceruzarajzokat, rézkarcokat, kőnyomatot, pasztellképeket, olajfestményt, ólmozott üvegablakokat, üvegmozaik falikép kompozíciókat és padlómozaikot. 1992-től több nemez faliképet, majd pedig a rekeszzománc-készítés foglalkoztatta. Feléledő álomfejtés. Álomszótár című könyve 1997-ben, majd kibővítve 2003-ban jelent meg.
Tudatosság jellemezte művészi munkájában, részletesen dokumentálta minden egyes munkáját már az alkotás folyamatában. Pap Gábor művészettörténész előadásaira 1984-től járt Budapesten. Így ismerte és tanulta meg a magyar népművészet szimbólumrendszerét, amelyet alkotásaiba szervesen beépített. A belső tereket nagyon szerette díszíteni, ebben egyik legkedvesebb műfaja a mozaik volt. Alkotásai térdekorációs elemmé váltak, szervesen beépülve környezetébe.

## Munkássága
Könyve:
- Feléledő álomfejtés. Álomszótár, Budapest, 1997, 2003

Köztéri művei:
- üvegmozaik (Ady-Zetkin utcai sarokház)
- üvegmozaik (Nagykanizsa, Úttörőház)
- gobelin (Nagykanizsa, Házasságkötő Terem)
- gobelin (Csurgó, Házasságkötő Terem)
- üvegablak (Nagykálló, református templom)
- üvegablak (Kiskanizsa, Általános Iskola)
- padlómozaik (Budapest, Arany János utcai Ifjúsági Ház)
- üvegmozaik (Letenye, Házasságkötő Terem)
- ólmozott üveg álmennyezet (Budapest, V. ker., SZTK Rendelő).

Egyéni kiállítások:
- 1969-99 között 45 egyéni kiállítása volt, ezek közül a fontosabbak
- 1969-75 – Göcsej Múzeum, Zalaegerszeg
- 1970-74 – Thúry György Múzeum, Nagykanizsa
- 1984 – Goldmark Károly Művelődési Központ, Keszthely
- 1985 – Fénylő örömüzenetek, Csontváry Stúdió, Kiskunhalas
- 1988 – Kossuth Lajos Tudományegyetem, Debrecen • Várgaléria, Veszprém
- 1990 – Stefánia Galéria, Budapest
- 1994 – Balatoni Múzeum, Keszthely
- 1996 – Csillag Galéria, Kőszeg
- 1999 – Japán óvoda, Keszthely.

Válogatott csoportos kiállítások:
- 1967 – Észak-dunántúli Képzőművészek Kiállítása, Szombathely
- 1968 – Dél-dunántúli Képzőművészek Kiállítása, Pécs • Nagykanizsa
- 1969 – Dél-dunántúli iparművészek kiállítása, Szabadka (YU)
- 1973 – Pannónia '73, Szombathely • Dunántúli Tárlat, Somogyi Képtár, Kaposvár
- 1980 – Zala megyei Képző- és Iparművészek Tárlata, Nagykanizsa • Magyar Mezőgazdasági Múzeum, Budapest
- 1985 – Magyar Gobelin 1945-1985, Műcsarnok, Budapest • Zala megye Képző- és Iparművészek jubileumi Tárlata, Zalaegerszeg
- 1990 – Kanizsai művészek bemutatkozása, Pucheim (NSZK)
- 1994 – Zalai Tárlat, Nagykanizsa
- 1996 – Zalai Tárlat, Zalaegerszeg.

## Díjak, kitüntetések
- Zala megye alkotói díjával három alkalommal (1975, 1978, 1991) tüntették ki.
- 2011-ben kapta meg a Nagykanizsa Kultúrájáért kitüntetést.
- Magyar Műveltség Díj - Magyar Műveltség Kincsestára Szabadegyetem - Nagykanizsa, 2012.